# 5048 Moriarty
Az 5048 Moriarty (ideiglenes jelöléssel 1981 GC) a Naprendszer kisbolygóövében található aszteroida. Edward L. G. Bowell fedezte fel 1981. április 1-én.